# Winnipegosissee
Der Winnipegosissee (englisch Lake Winnipegosis; französisch Lac Winnipegosis) ist ein ca. 5164 km² (5374 km² einschließlich Inseln) großer Süßwassersee in der kanadischen Provinz Manitoba.
Das etwa 300 km nordwestlich der Provinzhauptstadt Winnipeg gelegene Gewässer ist Kanadas elftgrößter See und hat fast die zehnfache Größe des Bodensees. Der See entwässert ein etwa 50.000 km² großes Gebiet. Abfluss des Winnipegosissee ist der Waterhen River, der in den südlich gelegenen Manitobasee fließt.
Winnipegosis ist eine Verkleinerungsform des Namens des benachbarten, deutlich größeren Winnipegsees. Er ist, wie auch seine Nachbarn, der Manitoba- und der Winnipegsee und der weiter südöstlich gelegene Lake of the Woods, aus dem riesigen prähistorischen Agassizsee hervorgegangen, der sich einst über weite Teile der Mitte Nordamerikas erstreckte.